# Corylus fargesii
Corylus fargesii  — вид ліщини, родини березових ендемічний для Китаю. Зустрічається в північно-східних регіонах Китаю та Внутрішньої Монголії. Відрізняється видовженими листками з пилчастим краєм та гладкою сірою корою. Плоди — дрібні горіхи, схожі на інші видів ліщини, але менш відомі в культурі.

## Середовище
Corylus fargesii росте на повному сонці або в напівтіні та віддає перевагу слабокислим або нейтральним ґрунтам.